# Франк Бек
Франк Бек (26 червня 1961 , Таубербішофсгайм, Баден-Вюртемберг ) — німецький фехтувальник на рапірах, срібний призер Олімпійських ігор 1984 року.

## Виступи на Олімпіадах
| Олімпіада         | Дисципліна     | Місце |
| ----------------- | -------------- | ----- |
| Лос-Анджелес 1984 | командна шпага | 2     |